# Senlis (Oise)
Senlis è un comune francese di 16 907 abitanti situato nel dipartimento dell'Oise della regione dell'Alta Francia.

## Geografia fisica
Senlis si trova nel cuore della vecchia provincia di Valois. Circondata da piane fertili ricche di limo, vanta grandi distese coltivate. Intorno a Senlis, si trovano anche le foreste di Ermenonville, di Chantilly e di Halatte che offrono ai suoi abitanti un'aria particolarmente ossigenata.

## Storia
Città romana sviluppatasi (seconda metà del I secolo a.C.) su un probabile insediamento gallo preesistente, Senlis deve la sua fondazione alla propria posizione in un crocevia di strade. Antica capitale dei Silvanectes che hanno dato il nome a Senlis (ma anche chiamati Sulbanectes che significava autonomi) in passato si chiamò Augustomagus, Il Mercato di Augusto per i Romani. La statua dell'imperatore Claudio, 48 d.C., resta a testimonianza di questo periodo.
Nel III secolo, per proteggerla, venne dotata di una cinta muraria spessa quattro metri: queste sono ancora visibili, un po' ovunque in città. Successivamente, Senlis divenne città reale, fu la dimora dei re di Francia, a partire da Ugo Capeto (eletto dai suoi baroni nel 987, poi consacrato a Noyon) fino a Carlo X. Costui vi edificò un castello di cui restano i ruderi e sotto Filippo Augusto venne costruita una seconda cinta muraria, più larga e più alta delle precedenti.
Con le sue mura, le sue piazze, i suoi monumenti, la città conserva tracce ben visibili di avvenimenti, vicissitudini ed epoche che l'hanno attraversata. Dei secoli XI, XII e XIII, ha conservato la cattedrale di Notre-Dame, il monastero Saint-Maurice, la cappella Saint-Frambourg e il municipio.
I secoli XVII e XVIII, hanno lasciato come eredità alla città numerose dimore signorili ed edifici residenziali.
Qui nacque il pittore Thomas Couture e morì l'attore e cantante Yves Montand.

### Date principali
III secolo: diviene un'importante postazione militare circondandosi di una cinta muraria per tener testa alle invasioni barbariche. In questo secolo, San Regolo evangelizza Senlis.
987: Elezione di Ugo Capeto. I primi Capetingi favoriscono la vita religiosa ed economica.
1151 o 1153: Inizia la costruzione della cattedrale Notre-Dame di Senlis.
1173: Il re Luigi VII accorda uno statuto comunale alla città.
1191: Il 16 giugno consacrazione della cattedrale.
1214: Il cancelliere Guérin, partecipa alla battaglia di Bouvines.
1418: Conquista della città da parte degli Armagnac, 6 ostaggi sono decapitati.
1429: Giovanna d'Arco si ferma a Senlis.
1493: Luigi XI firma la Pace di Senlis con il duca di Borgogna.
1497: Nuovo municipio sulle rovine del precedente.
1504: Un fulmine cade sulla cattedrale provocando un immenso incendio, che obbliga ad una parziale ricostruzione della volta.
1589: La città resiste all'assedio dei Ligueurs e sostiene la causa di Enrico IV che accoglie tra le sue mura. La targa sulla facciata del municipio ricorda questo episodio.
1643: Il canonico Jacques Joly fa dono a tutti della sua biblioteca. Costituisce la base dell'attuale biblioteca comunale.
1789: Questo periodo è segnato, il 13 dicembre, dall'attentato Billon... Questo orologiaio, irritato per essere stato espulso dalla compagnia degli archibugieri, fa saltare la sua casa al passaggio della compagnia: vengono contati 26 morti e 40 feriti.
1832: Grave epidemia di colera.
1862: Amédée de Caix de Saint-Aymour fonda il “Comité Archéologique” di Senlis
1862: La linea ferroviaria Chantilly-Senlis è inaugurata.
1914: Distruzioni per l'invasione tedesca. Il sindaco, Eugène Odent, è molto coraggioso. Viene fucilato il 2 settembre, insieme ad altri 6 Senlisiani. La città ospita per qualche tempo il quartier generale del maresciallo Foch.
1945: Gérald Amyot d'Inville, vicario di Senlis, diventa resistente con il nome di Lejeune, morto deportato il 29 gennaio. L'anno successivo apre il centro artigianale Amyot-d'Inville divenuto scuola secondaria di insegnamento tecnico.
1962: Autostrada A1, apertura del tratto Senlis-Le Bourget
1965: Il 20 settembre Senlis è classificata « Secteur sauvegardé » per decreto interministeriale.
1969: Costruzione della zona commerciale
1987-1988: Apertura del liceo Hugues-Capet
1991: ottavo centenario della consacrazione della cattedrale Notre-Dame
1997: 500 anni del municipio

## Monumenti e luoghi d'interesse

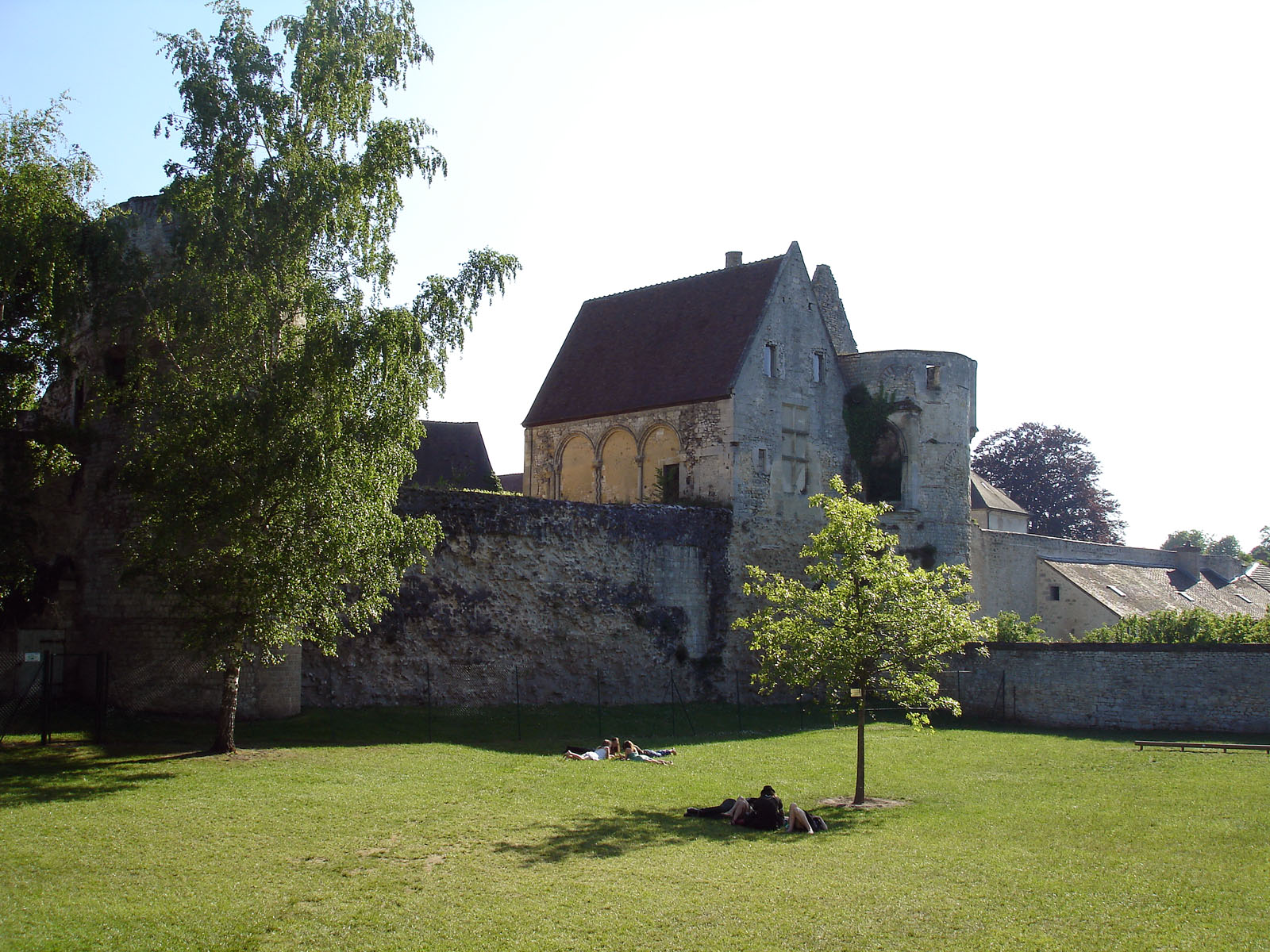
Il castello reale e le mura gallo-romane

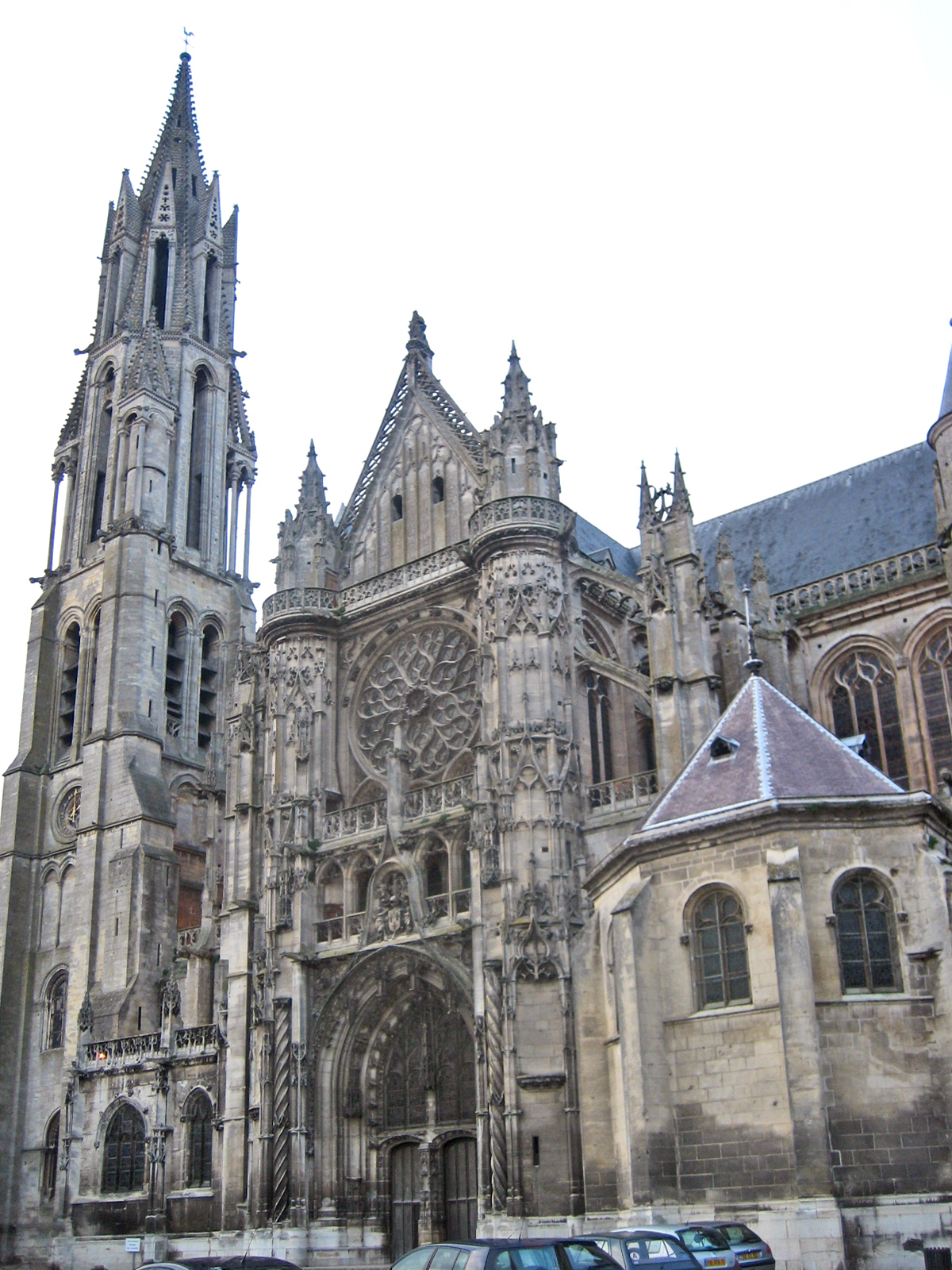
La Cattedrale di Notre-Dame

Senlis è considerata Città d'arte e di storia. Nel XIX e XX secolo, si specializzò nel riciclaggio utile degli edifici religiosi: la chiesa Saint-Pierre trasformata in mercato coperto, la collegiata di saint-Frambourg convertita in parcheggio per auto. Questi monumenti hanno successivamente ritrovato un compito più consono al loro effettivo valore storico.
- Cinta muraria gallo-romana. È fra le più complete e meglio conservate mura dell'epoca in Francia. Presentava una forma ovoidale con il diametro maggiore di 312 metri e quello minore di 242 m e munita di 28 torri, di cui ne restano 16. Le muraglie hanno un'altezza di 7 m e uno spessore di 4 m.
- Castello reale di Senlis e priorato Saint-Maurice. Sorge sulla cinta gallo-romana, i cui resti oggi ne cingono il parco. Fu residenza reale dei Carolingi a partire da Clodoveo I. Costruito dai Merovingi a partire dal X secolo, vi fu proclamato re Ugo Capeto nel 987. Venne totalmente rifatto verso il 1130 per volere di Luigi il Grosso. Residenza reale fino all'inizio del XVI secolo, cade in rovina poco prima della Rivoluzione, per poi essere in gran parte demolito fra il 1812 e il 1861. Oggi ne restano pochi resti.
- Cattedrale di Notre-Dame. Costruita fra il XII e il XIII secolo, venne modificata soprattutto dopo i danni causati da un fulmine nel XVI secolo. Conserva una superba torre del 1250 dalla complessa flèche di 78 metri.
- Municipio (XV-XVIII secolo).
- Chiesa di San Pietro. Eretta a partire dall'XI secolo, venne fortemente trasformata in stile Gotico fiammeggiante nel XVI secolo. È fiancheggiata da due torri, una romanica con guglia gotica sulla sinistra; e un'altra rinascimentale sulla destra. Presenta una bella facciata tricuspidata aperta da tre portali. L'interno, diviso in tra navate con transetto e coro, appare co le sue forme originali del XIII secolo. Oggi, sconsacrata, ospita la Biblioteca municipale.
- Chiesa di Saint-Frambourg, del XIII secolo.
- Museo d'arte e di archeologia, museo della Vénerie, museo degli Spahis e museo dell'Hotel de Vermandois.

## Società

### Evoluzione demografica
Abitanti censiti

## Amministrazione

### Gemellaggi
- Langenfeld, dal 1969[2]
- New Richmond
- Petchersk
- Montale